# Zdzisław Cygan
Zdzisław Cygan (ur. 1928, zm. 25 kwietnia 2018) – polski specjalista nauk technicznych, prof. dr hab. inż.

## Życiorys
Zdzisław Cygan urodził się w 1928. Pełnił funkcję wykładowcy w Warszawskiej Wyższej  Szkole Zarządzania. Posiadał stopień doktora habilitowanego, a w 1987 uzyskał tytuł naukowy profesora nauk technicznych. Zmarł 25 kwietnia 2018 i został pochowany na nowym cmentarzu na Służewie przy ul. Wałbrzyskiej.